# Karachi Cantonment
Karachi Cantonment – stacja kolejowa w Karaczi, w prowincji Sindh, w Pakistanie. Była wcześniej znana jako Frere Street. Budowa stacji rozpoczęła się w 1896 roku i została zakończona w 1898 roku całkowitym kosztem 80 000 Rs.